# ソフトウェア開発哲学の一覧
ソフトウェア開発哲学の一覧（ソフトウェアかいはつてつがくのいちらん）は、プログラミングパラダイム、ソフトウェア開発方法論、ソフトウェア開発プロセス、プログラミング原則、プログラミング慣習、プログラミングにおける法則などの一覧。

## ソフトウェア開発方法論

### ソフトウェア開発手法
- ドメイン駆動開発
- ビヘイビア駆動開発
- デザイン駆動開発（英語版）
- テスト駆動開発
- ユーザー機能駆動開発

### ソフトウェア開発モデル
- ウォーターフォール開発モデル
- ICONIX

- アジャイル開発プロセス
  - カウボーイ・コーディング（英語版）- アジャイル開発におけるアンチパターン。
- 反復型開発モデル
  - スパイラルモデル
- ラショナル統一プロセス
- リーンソフトウェア開発（英語版）

### その他
- ペアプログラミング
- モブプログラミング（英語版）
- ラバーダック・デバッグ

## プログラミングにおける原則、法則、経験則

### プログラミング原則
- SOLID原則
- デメテルの法則
- ACID原則
- 驚き最小の原則
- YAGNI
- KISS原則
- GRASPパターン
- Don't repeat yourself
- コードの再利用
- コマンドクエリ分離
- 「悪いほうが良い」原則

### プログラミングに関する経験則
- ブルックスの法則 - 『人月の神話』内で登場
- コンウェイの法則（英語版）
- ゴールの法則
- 90対90の法則
- テスラーの複雑性保存の法則（英語版）
- リーマンのソフトウェア保守の法則（英語版）

### 関連する法則
- パレートの法則
- パーキンソンの法則#コンピュータ分野への応用

## プログラミングパラダイム
- 手続き型プログラミング
- オブジェクト指向プログラミング
- 関数型プログラミング
- アスペクト指向プログラミング
- コンポーネントベースプログラミング（英語版）
- モジュールプログラミング（英語版）
- リアクティブプログラミング（英語版）
- 論理プログラミング
- 文芸的プログラミング
- Hierarchical Object Oriented Design（英語版）[1]

## ソフトウェア設計における原則
- 最小権限の原則
- メカニズムとポリシーの分離
- ロバストネス原則 - データの送受信時、送信側は厳密であるべきだが、受信側は柔軟であるべきという原則。
- 信頼できる唯一の情報源
- Single version of the truth（英語版）
- Do what I mean（英語版）

## ソフトウェア設計パラダイム
- 「設定より規約」

## ソフトウェア開発における原則
- Release early, release often（英語版）
- フェイルファスト（英語版）